# 김수인 (2009년)
김수인(2009년 5월 30일~)은 대한민국의 배우이다.

## 출연

### 방송

#### 드라마
- 2017년 MBC 《20세기 소년소녀》 - 마트에서 사진진에게 싸인해달라는 아이 역
- 2018년 tvN 《멈추고 싶은 순간 : 어바웃 타임》 - 사탕 아이 역
- 2018년 KBS 2TV 《하나뿐인 내편》 - 어린 김도란 역 (유이 아역)
- 2019년 tvN 《사이코메트리 그녀석》 - 어린 윤재인 역 (신예은 아역)
- 2019년 KBS 2TV 《KBS 드라마 스페셜 - 웬 아이가 보았네》 - 오동자 역
- 2020년 OCN 《본 대로 말하라》 - 어린 차수영 역 (수영 아역)
- 2020년 tvN 《반의 반》 - 어린 김지수 역 (박주현 아역)
- 2020년 tvN 《사이코지만 괜찮아》 - 어린 고문영 역 (서예지 아역)
- 2021년 tvN 《마우스》 - 어린 최홍주 / 박현수 역 (경수진 아역)

### 광고
- 2013년 참좋은여행
- 2013년 한솔교육 신기한 수학나라
- 2014년 세정그룹 웰메이드
- 2014년 불스원 불스원샷 폴라패밀리
- 2015년 LG유플러스 TV
- 2015년 대한민국 금융위원회 공무원연금 개혁
- 2015년 피자헛
- 2016년 KT 올레 TV
- 2016년 KT 라인 키즈폰
- 2016년 유한킴벌리 크리넥스
- 2018년 아모스 글라스 데코
- 2019년 아모스 아이 슬라임